# كأس إسكتلندا 1956–57
كأس اسكتلندا 1956–57 (بالإنجليزية: 1956–57 Scottish Cup)‏ هو موسم من كأس اسكتلندا. فاز فيه نادي فالكيرك.